# 北海道道416号鹿追停車場線
北海道道416号鹿追停車場線（ほっかいどうどう416ごう しかおいていしゃじょうせん）は、北海道河東郡鹿追町を結ぶ一般道道である。

## 概要

### 路線データ
- 起点：北海道河東郡鹿追町緑町4丁目（旧北海道拓殖鉄道 鹿追駅跡）
- 終点：北海道河東郡鹿追町栄町1丁目（国道274号、北海道道133号音更新得線交点）
- 総距離：1.1 km

## 歴史
- 1961年（昭和36年）3月31日 - 路線認定[1]。

## 地理

### 通過する自治体
- 十勝総合振興局
  - 河東郡鹿追町

### 主な接続道路
鹿追町
- 国道274号 - 栄町1丁目（終点）
- 北海道道133号音更新得線 - 栄町1丁目（終点）

### 別名
- アートロード